# Flakpanzer Gepard
Ne doit pas être confondu avec Gepard ou Classe Gepard.
Le Flugabwehrkanonenpanzer Gepard, plus communément appelé Flakpanzer Gepard, est un véhicule antiaérien développé entre 1966 et 1974 par le suisse Oerlikon Contraves et l'allemand Siemens-Albis pour le compte de l’Allemagne de l’Ouest, à laquelle se sont joints en cours de développement les Pays-Bas et la Belgique. Produit à 570 exemplaires, le Gepard est resté en service dans les armées de ces trois pays jusqu’à la fin des années 2000, une partie des véhicules décommissionnés étant par la suite vendus à des pays du Moyen-Orient et d’Amérique du Sud.
À l’époque de sa mise en service, le Gepard constitue le système le plus sophistiqué déployé au sein de l’armée allemande. Son système d’armes, constitué de deux radars, un pour la surveillance de l’espace aérien et un dirigeant le tir des deux canons de calibre 35 mm, se révèle particulièrement efficace dès les essais préliminaires, tandis que la réutilisation presque complète du châssis du char Leopard permet d’éviter le développement de composants moteurs spécifiques.

## Développement

### Contexte
Au début de la guerre froide, l’Allemagne de l'Ouest se trouve confrontée à un problème majeur en matière de défense aérienne : sa proximité avec l’Allemagne de l’Est implique que l’aviation du Pacte de Varsovie peut lancer des attaques contre ses infrastructures stratégiques et ses forces terrestres en presque n’importe quel point du pays dans un délai trop bref pour permettre l’interception aérienne. Par ailleurs, si le déploiement d’une ceinture de batteries de missiles de l'OTAN Nike et Hawk permet de protéger efficacement contre les attaques à haute et moyenne altitude, il n’existe pas de réponse efficace aux incursions à basse altitude. Le véhicule antiaérien M42 Duster, dont la Bundeswehr est équipé dans les années suivant sa création, ne permettant pas de résoudre ce problème, le gouvernement ouest-allemand lance le 11 janvier 1955 un appel d’offres pour le développement d’un système mobile de défense aérienne.
L’entreprise Hispano-Suiza répond en 1956 en proposant sa tourelle HS831, armée de deux canons de 30 mm, montée sur le châssis du HS.30. Après des désaccords avec Hispano-Suiza, le gouvernement allemand demande le 12 août 1958 à l’entreprise Rheinmetall de se joindre au projet. Celle-ci propose donc en 1959 un autre véhicule, également armé de deux canons de 30 mm, mais avec une autre tourelle et utilisant le châssis du futur Marder, alors encore en développement. Plusieurs prototypes sont produits, mais l’ensemble du projet est finalement annulé en 1964, les essais ayant montré que le radar est inefficace et le châssis inadapté à cette mission.

### MATADOR contre 5 PFZ
L’acquisition d’un véhicule de défense aérienne restant une priorité pour l’armée allemande, un nouveau projet est immédiatement lancé. Les châssis de véhicules de transport de troupes s’étant révélés trop légers, le ministère de la Défense allemand autorise le 27 septembre 1965 l’utilisation du châssis du char Leopard, qui vient d’entrer en production au début de ce mois. La première proposition émane d’un consortium allemand entre Rheinmetall, Porsche et AEG Telefunken. Cette solution ne propose pas un seul véhicule, mais plusieurs se répartissant les différentes fonctionnalités : l’idée est qu’un char, nommé TUPA, soit chargé de la détection et de la direction du tir pour le reste du groupe, composé de chars MATADOR 30 ZL armés de canons de 30 mm. Cette solution est alors vue comme la seule envisageable, le volume et la masse d’une tourelle devant emporter à la fois l’armement, les radars et l’électronique étant considérés trop importants.
Un autre consortium, composé des sociétés suisse Oerlikon Contraves et allemande Siemens-Albis, propose néanmoins en 1966 un véhicule regroupant toutes les fonctionnalités et armé de deux canons de 35 mm. Intéressé par le concept d’un véhicule autonome et malgré les réserves d’AEG quant à la possibilité d’installer tous les systèmes dans une seule tourelle, le ministère de la Défense décide d’évaluer les deux propositions en commandant deux prototypes à Oerlikon-Contraves. Les essais sont lancés le 20 février 1967 et concluent quelques mois plus tard que le concept de véhicule autonome est supérieur à celui du groupe de combat, ce qui amène le gouvernement à réviser le cahier des charges pour faire de cette caractéristique un critère obligatoire.
À la suite de cette décision le consortium dirigé par Rheinmetall décide de transformer le MATADOR en véhicule autonome, Siemens se joignant au groupe pour le développement du radar de surveillance et de l’IFF. Un premier prototype est livré en novembre 1969, mais les essais révèlent rapidement de nombreux problèmes qui font prendre un important retard au programme. Pendant ce temps, le consortium dirigé par Oerlikon ne reste pas inactif et réalise rapidement sur ses propres fonds un prototype, qui est testé en interne à partir de juin 1968. Cette prise de risque sur le plan financier permet de mûrir le projet et le premier véhicule d’essai est livré à l’armée allemande à la fin de l’année 1968, sous le nom de 5 PFZ-A, suivi d’un second au printemps 1969. Les tests réalisés jusqu’en février 1970 donnent d’excellents résultats, notamment en matière de précision du tir. Ces performances, comparées au peu de résultats et au retard accumulé par le projet MATADOR, incitent le ministère de la Défense à mettre fin au développement de ce dernier le 26 juin 1970, au profit du 5 PFZ.

## Production et mises à jour

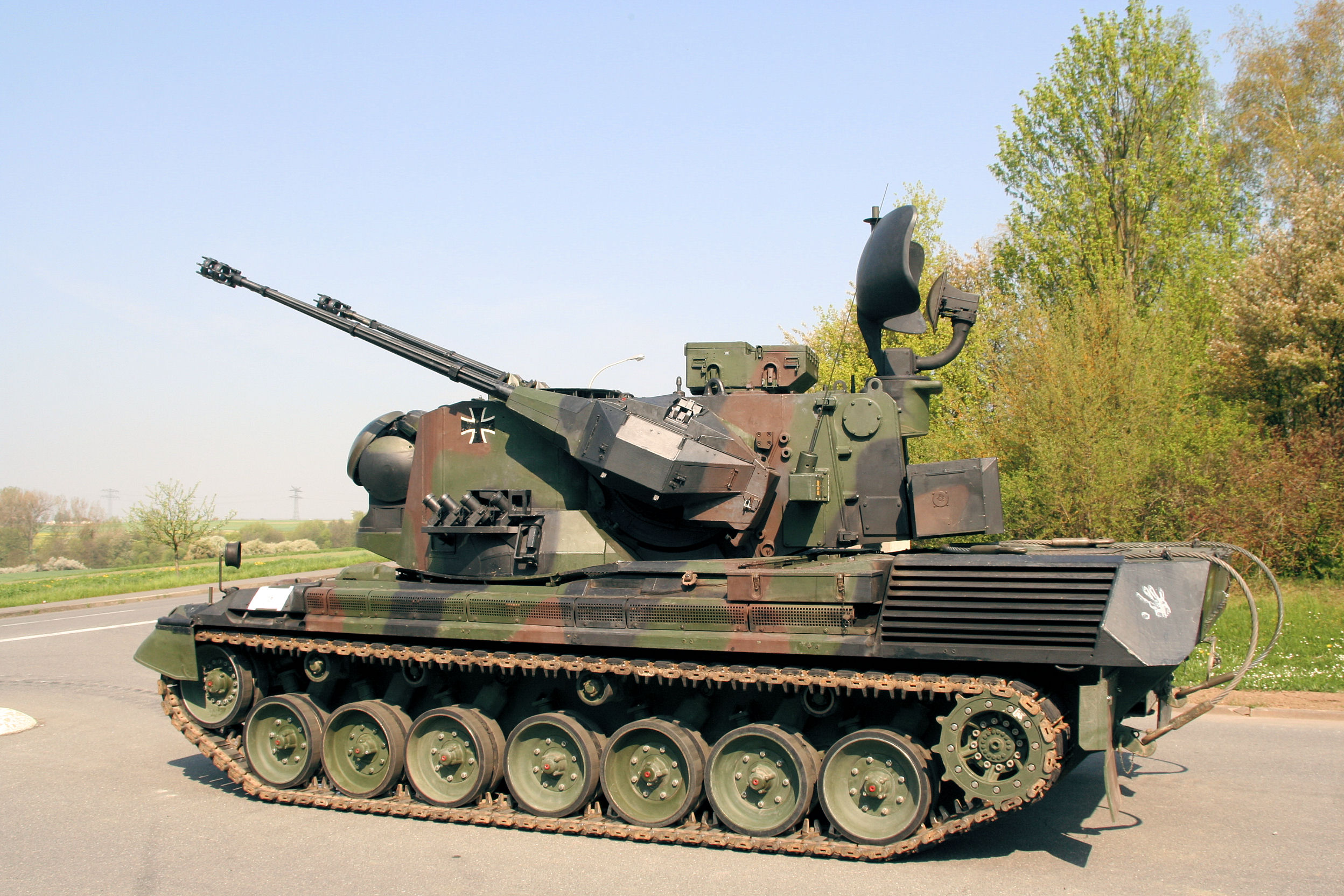
Vue latérale de la version A2 du Gepard.

Avant même l’éviction du Matador, une deuxième série de prototypes du 5 PFZ est mise en production à partir de décembre 1969. Le 5 PFZ-B se voit ainsi doter d’améliorations provenant du Matador, comme le radar MPDR 12 ou l’IFF. Les quatre prototypes sont terminés à l’automne 1971 et sont ensuite testés jusqu’en 1974, tandis que, parallèlement, Oerlikon développe une version C modifiée à destination de l’armée néerlandaise, dans le cadre d’un partenariat entre les gouvernements de la RFA et des Pays-Bas.
En prévision de la mise en production, le ministère de la Défense lance en mai 1972 l’appel d’offres visant à sélectionner les entreprises chargées de la fabrication. Le coût unitaire annoncé dans la publicité de l’offre est de 3,6 M de Deutsche Marks. En février 1973, le 5 PFZ-B est reconnu bon pour le service et l’entreprise Krauss-Maffei chargée de la maîtrise d’œuvre et de la réalisation du châssis. Siemens se voit confier la production du système de conduite de tir, avec Contraves comme sous-traitant, et Wegmann celle du système d’armes, avec certains composants sous-traités à Oerlikon Maschinenfabrik. Le 23 mai 1973, l’Allemagne commande 122 exemplaires du véhicule, qui reçoit le nom de Gepard en septembre. Le contrat est par la suite mis à jour en mars 1975 pour y ajouter 420 exemplaires de la version B2, puis une nouvelle fois en juin 1979 pour 195 Gepard B2 et 225 B2L, équipés d’un télémètre laser. La Bundeswehr reçoit son premier Gepard le 16 décembre 1976 et le dernier le 29 octobre 1980.
Cinq ans plus tard, en 1985, l’Allemagne entreprend de moderniser la majeure partie de ses Gepard B2, soit 382 exemplaires, au niveau de la version B2L. L’ensemble des Gepard B2L sont en même temps renommés Flakpanzer 1 A1 Gepard. À partir de 1988, 147 véhicules supplémentaires bénéficient d’une amélioration majeure, une grande partie des systèmes analogiques étant remplacée par des commandes numériques, tandis que les munitions et les systèmes de communication sont également modernisés. Ces Gepard prennent alors la désignation A2.

## Histoire opérationnelle

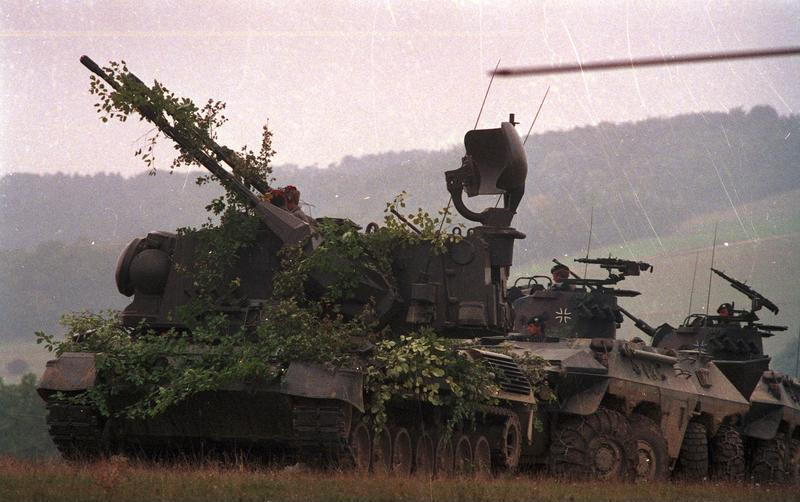
Un Gepard ouest-allemand protège une colonne blindée pendant un exercice de l’OTAN dans la région de Würzbourg en 1986.

Les premiers Gepard livrés en 1976 entrent en service au sein du sixième bataillon d’entraînement à la défense aérienne (Flugabwehrlehrbataillon 6.). Au fur et à mesure des livraisons, l’armée ouest-allemande commence ensuite à remplacer les M42 présents dans les onze bataillons de défense aérienne rattachés aux divisions blindées. L’organisation générale est toutefois rapidement modifiée de manière à transformer ces bataillons en régiments, dits Panzerflugabwehrkanonenregiment, chaque régiment comptant six batteries, ou Panzerflugabwehrkanonenbatterien, celles-ci disposant de six Gepard chacune, soit trente-six Gepard par régiment.
Après la chute du mur de Berlin et la disparition de la menace soviétique, l’organisation est revue une nouvelle fois au début des années 1990, quatre des onze régiments étant supprimés. Face à la diminution des budgets, chaque régiment est divisé en deux bataillons à partir de 1997, seul l’un d’entre eux restant actif, tandis que l’autre est transformé en unité de réserve. La tendance à la diminution des effectifs se poursuit ensuite dans les années 2000 pour aboutir à la fin de cette décennie à seulement un régiment et un bataillon de défense aérienne équipés de Gepard.
L’Allemagne ne compte plus aucun Gepard en service dans ses forces armées depuis leur retrait en 2010 des 94 exemplaires en ligne et n’a en 2022 aucun remplaçant pour assurer la défense aérienne de ses éléments mobiles. Cette situation, liée à un sous-financement chronique de la Bundeswehr, n’est pas sans susciter de vives critiques de la part des autres membres de l’OTAN. Il est en effet reproché à l’Allemagne de profiter de l’alliance sans y contribuer, même la Roumanie, qui a récupéré une partie des Gepard allemands, ayant une défense aérienne plus efficace,.

## Caractéristiques

### Motricité

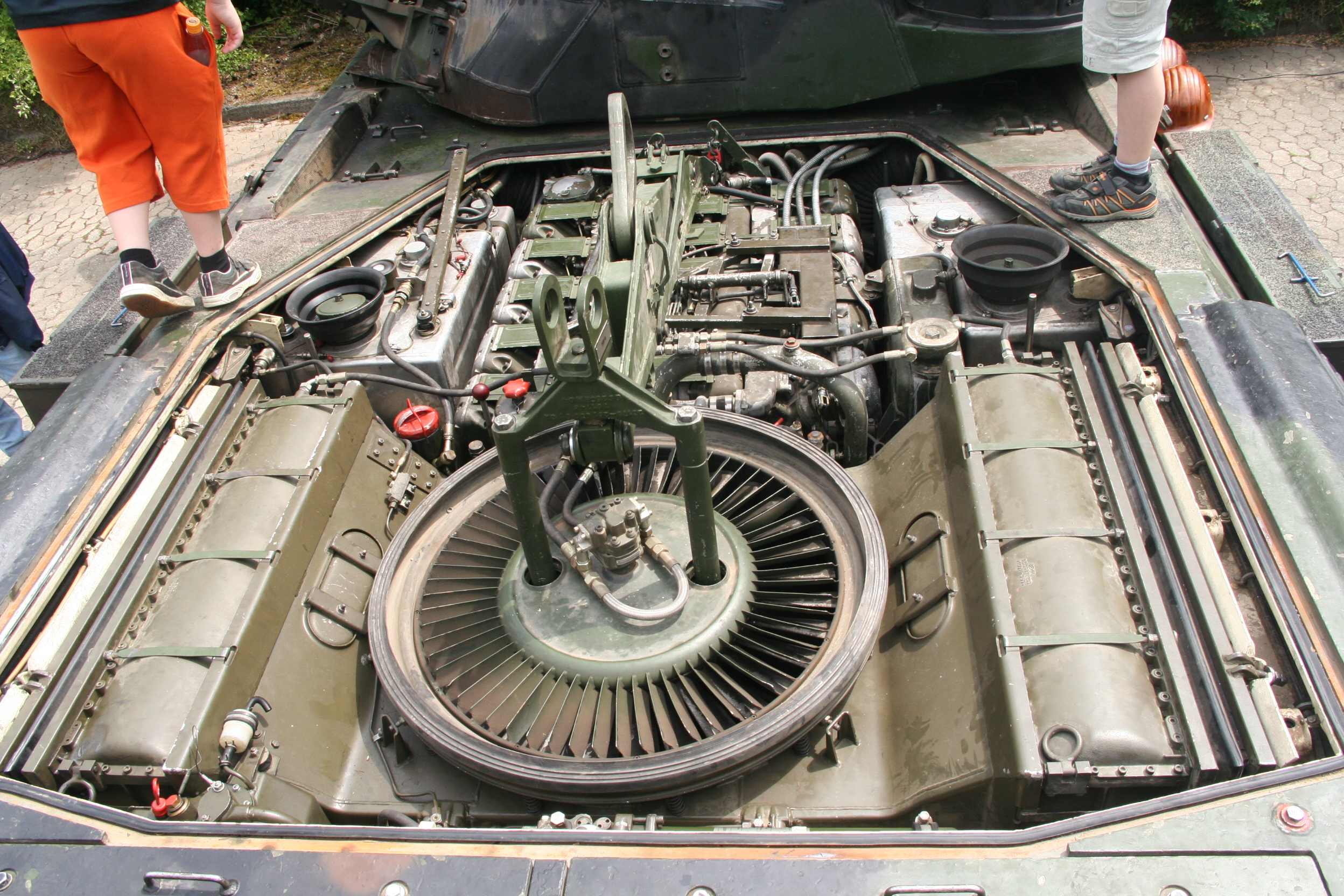
Moteur du Gepard A2.

Le Gepard utilise le châssis du char Leopard et réutilise donc la majeure partie de ses composants moteurs, avec quelques modifications prenant en compte les spécificités d’un véhicule de défense aérienne. Le moteur est un MB 838 Ca-M500 de 37,4 L et dix cylindres produit par MTU Friedrichshafen et développant 610 kW pour 830 ch, avec un régime maximum de 2 200 tr/min. Bien que ce moteur soit polycarburant, il est normalement alimenté au gazole F-54, dont les deux réservoirs se trouvent de chaque côté du compartiment moteur et peuvent contenir jusqu’à 985 L de carburant. Le refroidissement s’effectue par liquide, celui-ci étant fonctionnel dans une plage de température comprise entre -40 et +40 °C. Il est toutefois nécessaire de le préchauffer lorsque la température extérieure est inférieure à -18 °C,.
La boîte de vitesses à train épicycloïdal ZF4 HP250 de Zahnradfabrik Friedrichshafen compte quatre vitesses avant et deux arrière et permet également au véhicule de tourner sur place grâce à un convertisseur de couple. Le changement de vitesse s’effectue de manière automatique, mais le conducteur doit au préalable sélectionner une plage de vitesses utilisables. L’ensemble moteur, système de refroidissement et boîte de vitesses est monobloc et doté de connecteurs rapides, ce qui lui permet d’être retiré en une seule pièce du compartiment moteur et d’être remplacé sur le terrain en vingt minutes. La protection contre les incendies dans le compartiment moteur est assurée par quatre extincteurs de 5,5 kg au halon à déclenchement automatique, bien que le conducteur puisse également les actionner manuellement.
La suspension est en revanche considérablement renforcée, avec deux fois plus d’absorbeurs de chocs que sur le char Leopard. Cela permet d’atténuer l’importante force verticale induite par le recul des canons lorsque ceux-ci tirent sous forte hausse, qui ferait autrement osciller la caisse lors du tir. Cette modification a également pour conséquence de légèrement rallonger le train de roulement, les chenilles étant ainsi plus longues d’un maillon, pour un total de quatre-vingt-cinq.

### Protection
La protection du Gepard est principalement conçue pour faire face à des attaques aériennes. Ainsi, bien que le châssis soit celui du char Leopard, la répartition du blindage en a été modifiée avec l’ajout de blindage espacé sur les parties supérieures de la caisse. Le blindage total est toutefois inférieur à celui initialement projeté, l’armée allemande ayant strictement limité la masse totale du véhicule à 45,5 t, dont 36 t pour le châssis, ce qui nécessita d’alléger considérablement la structure par rapport au prototype.
Le compartiment de combat est entièrement étanche lorsque les trappes sont fermées, ce qui permet d’assurer la protection contre les attaques nucléaires, biologiques et chimiques. Dans ces situations, l’alimentation en air du compartiment est assurée par l’intermédiaire d’une station de filtration située à l’avant du véhicule et dont la prise d’air se situe sur le glacis.
Dans les premières années de sa mise en service, le Gepard était peint uniformément en vert olive. Afin d’améliorer la capacité de camouflage, cette couleur unie a été rapidement remplacée par une peinture à trois tons vert, noir, marron, qui deviendra par la suite le standard pour tout l’Otan.

### Système d’armes

#### Canons

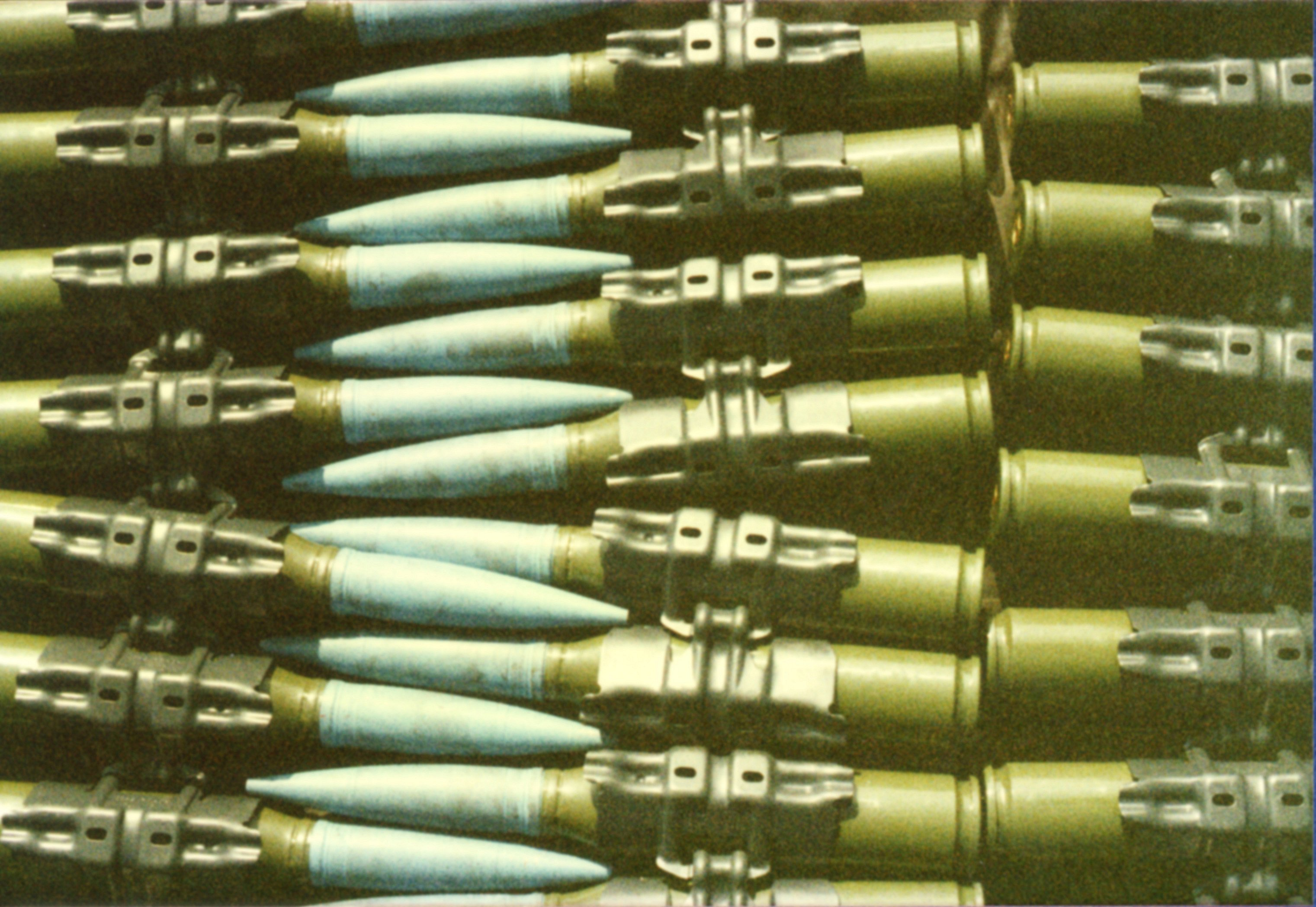
Munitions d'exercice de 35 mm en 1987.

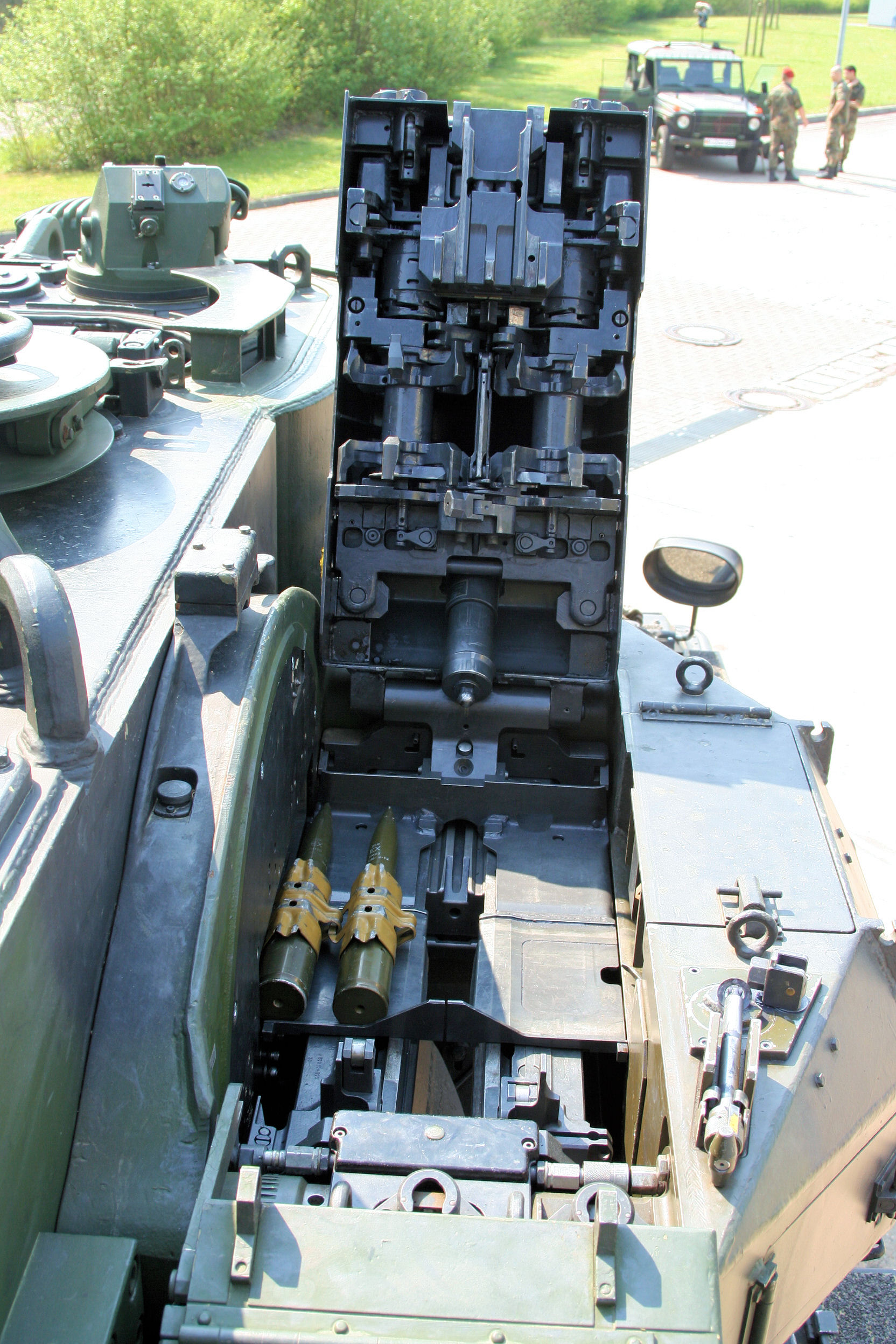
Vue supérieure d’un des canons montrant le mécanisme d’alimentation en obus.

Le Gepard est armé de deux canons automatiques Oerlikon KDA L/R04 de 35 mm et de L/90 calibres, fonctionnant sur le principe de l’emprunt de gaz. Les armes sont montées extérieurement de part et d’autre de la tourelle, ce qui permet d’éliminer le problème de la fumée dans le compartiment de l’équipage et facilite la maintenance. Chaque canon a une cadence de tir comprise entre 450 et 550 coups par minute, la vélocité des projectiles étant de 1 175 m/s en sortie de bouche. Le pointage en hausse se fait dans une plage comprise entre -8° et +85° et à 360° en site du fait de l’installation en tourelle. La portée maximum est de 6 500 m et les obus peuvent atteindre l’altitude de 4 800 m lorsqu’ils sont tirés à la plus grande hausse possible.
Le Gepard emporte deux types d’obus : explosifs et perforants, le tireur pouvant passer instantanément de l’un à l’autre sans à avoir à effectuer de manipulation sur l’arme. Les munitions explosives, qui disposent également d’une capacité incendiaire, constituent le type principal embarqué, avec un total de 320 obus par canon, soit 640 en tout, stockés en bande dans le puits de tourelle. Les munitions perforantes constituent un simple complément dans l’éventualité d’une rencontre avec un véhicule blindé, à ce titre le Gepard n’emporte que quarante obus de ce type, répartis en deux chargeurs de vingt situés directement dans la monture de chaque canon. À une distance de mille mètres, ces obus peuvent percer entre trente-cinq millimètres de blindage, s’il est incliné à 30°, et quatre-vingt-dix millimètres s’il est incliné à 90°, ce qui ne permet d’affronter que des blindés assez légers, du type véhicule de transport de troupes ou de combat d’infanterie.
Lors du tir, les liens sont éjectés par la partie supérieure de l’arme, tandis que les douilles sont évacuées par la partie inférieure. Ces déchets de tir causèrent sur les premiers prototypes des blocages de la tourelle lorsqu’ils glissaient dans le mécanisme ; ce problème fut résolu par l’installation d’un collier à la base de la tourelle, évitant ainsi qu’une douille puisse rouler sous celle-ci. Les munitions sont fournies à l’équipage déjà insérées dans leurs bandes, un rechargement complet prenant à l’équipage environ vingt minutes.

#### Radars

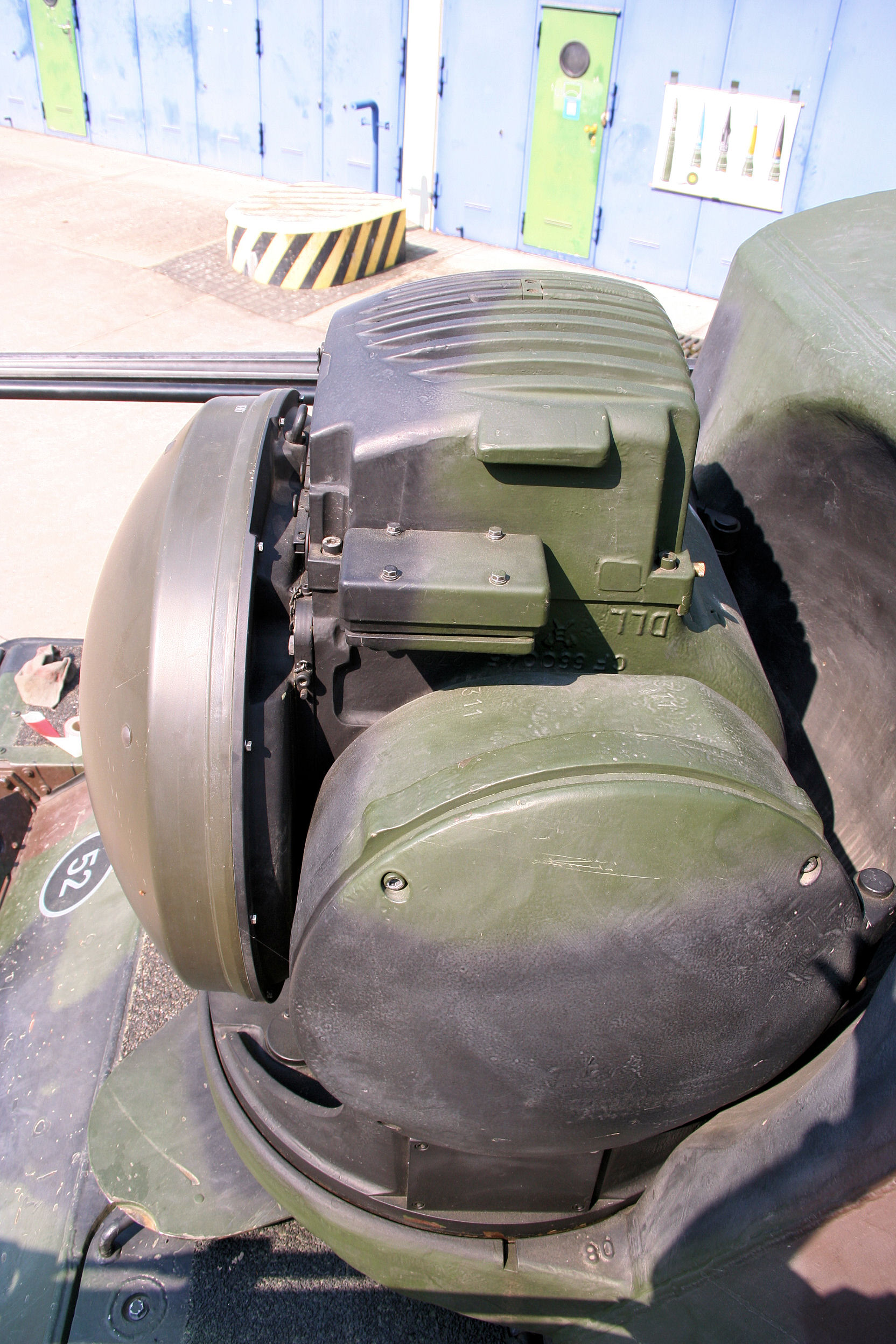
Radar de conduite de tir surmonté du télémètre laser sur un Gepard A2.

Le radar de surveillance est un radar Doppler pulsé MPDR 12 de Siemens, conçu à l’origine pour le programme Matador avant d’être intégré dans le 5 PFZ-B. Il opère dans la bande S et permet de surveiller l’espace aérien dans un rayon de quinze kilomètres autour du véhicule, l’image étant rafraîchie chaque seconde du fait de la rotation de l’antenne à soixante tours par minute. Des filtres permettent de réduire considérablement le fouillis radar et donc d’isoler plus facilement les aéronefs, tandis que le gain d’antenne est de 23 dB et l’atténuation de 60 dB. Lorsqu’une cible est repérée, le système IFF MSR 400 couplé au radar l’interroge pour déterminer s’il s’agit d’un aéronef allié ou potentiellement ennemi. Sur les versions les plus récentes, l’ordinateur du Gepard peut recevoir des flux de données provenant d’autres radars proches, qui viennent enrichir l’affichage et permettent par exemple de suivre des cibles masquées par le relief.
Lorsqu’une cible est identifiée comme ennemie et que l’équipage souhaite l’engager, il la fait suivre par le radar de conduite de tir. Il s’agit également d’un radar Doppler pulsé, produit par Siemens et Albiswerk, qui était originellement à balayage conique, mais a été modifié pour devenir monopulse à partir de la version B2. Il opère dans la bande Ku et couvre jusqu’à quinze kilomètres une zone de 200° face à l’avant de la tourelle. L’étendue de cette zone permet de réduire le temps de réaction du système en limitant le besoin de faire tourner la tourelle pour accrocher une cible. À partir des données fournies par les radars, les capteurs d’inclinaison du véhicule et ceux mesurant la vélocité en sortie de bouche des obus, l’ordinateur, qui est situé dans le buste de tourelle, pointe automatiquement les armes et effectue en temps réel les corrections de pointage nécessaires.
Les deux radars peuvent fonctionner lorsque le véhicule est en mouvement. Toutefois, pour éviter d’endommager les fragiles antennes lorsque le véhicule est en transit ou traverse des zones encombrées, par exemple une forêt, l’antenne du radar de conduite de tir, située à l’avant de la tourelle, peut-être tournée à 180°, tandis que celle du radar de surveillance, située sur le toit de la tourelle, peut être repliée vers l’arrière.
Dans les cas où il ne serait pas possible d’utiliser les radars, le tireur et le chef de char disposant chacun d’un viseur optique stabilisé permettant un agrandissement 1,5 et 6x, le champ de vision étant alors respectivement de 50° et 12,5°. Le dispositif permet également à l’équipage d’observer les alentours du véhicule lorsqu’il est dans la tourelle et d’engager des cibles terrestres.

#### Alimentation électrique
Le système d’armes nécessitant environ 50 kW pour être opérationnel, le Gepard est doté d’un système dédié à la fourniture d’électricité, pour que le véhicule puisse rester opérationnel même lorsque le moteur principal est éteint. Ce système est composé d’un moteur Daimler-Benz OM 314 modifié installé à l’avant droit de la caisse et développant 90 ch (66 kW) à 2 835 tr/min. Il est couplé à deux générateurs de courant alternatif et un générateur de courant continu,. Ce moteur polycarburant est connecté aux circuits de liquide de refroidissement et d’alimentation en carburant du moteur principal, mais dispose de son échappement, situé à l’avant gauche, et d’une prise d’air dédiée, située sur le dessus de la caisse et protégée par un volet étanche pour éviter les infiltrations lors de la traversée d’étendues d’eau.

### Équipage

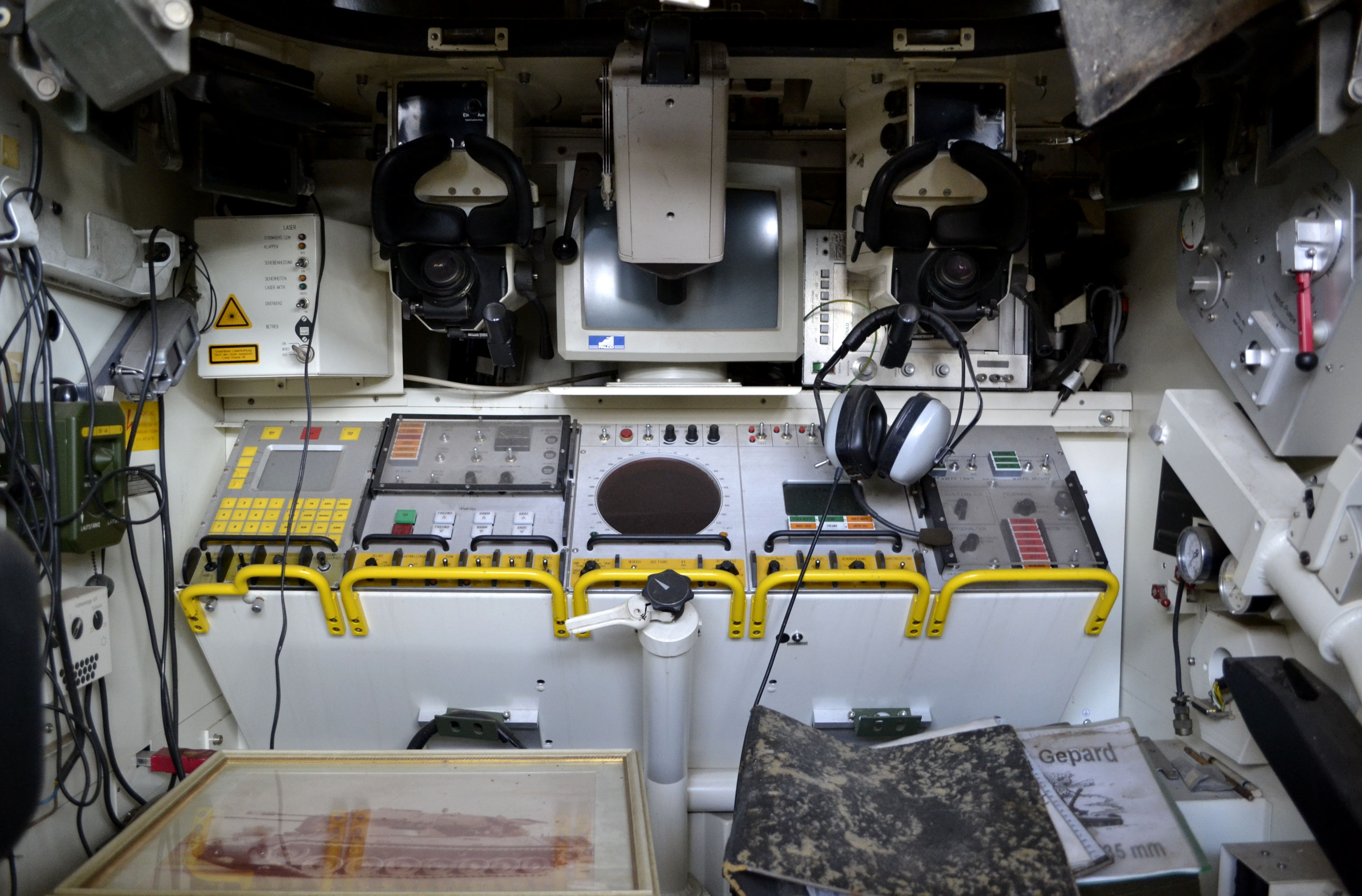
Simulateur pour l’entraînement avancé de l’équipage.

L’équipage est de trois hommes : chef de char, tireur et conducteur. À son entrée en service, le Gepard est le système le plus complexe ayant jamais équipé l’armée allemande, un soin particulier est donc apporté à la formation des équipages, en particulier celle du chef de char et du tireur. Pour ce faire, des simulateurs sont développés parallèlement au véhicule. Le premier, utilisé dans l’entraînement de base, est une reproduction de la console d’instruments du Gepard, sur laquelle l’équipage doit enchaîner les manipulations dans l’ordre requis ; les soldats peuvent s’entraîner en binôme ou individuellement, l’ordinateur simulant alors les actions du membre d’équipage absent. Le simulateur avancé est une reproduction complète de l’intérieur de la tourelle du Gepard. L’instructeur peut charger dans le simulateur des scénarios reproduisant des situations d’engagement réelles, avec de nombreux paramètres, par exemple la présence de brouillage, d’attaques de diversion ou encore l’apparition surprise de cibles terrestres. Parallèlement à ces simulateurs dédiés à l’équipage de conduite, d’autres existent pour les équipes de maintenance, permettant de simuler diverses pannes.

## Utilisateurs hors Allemagne

### Pays-Bas

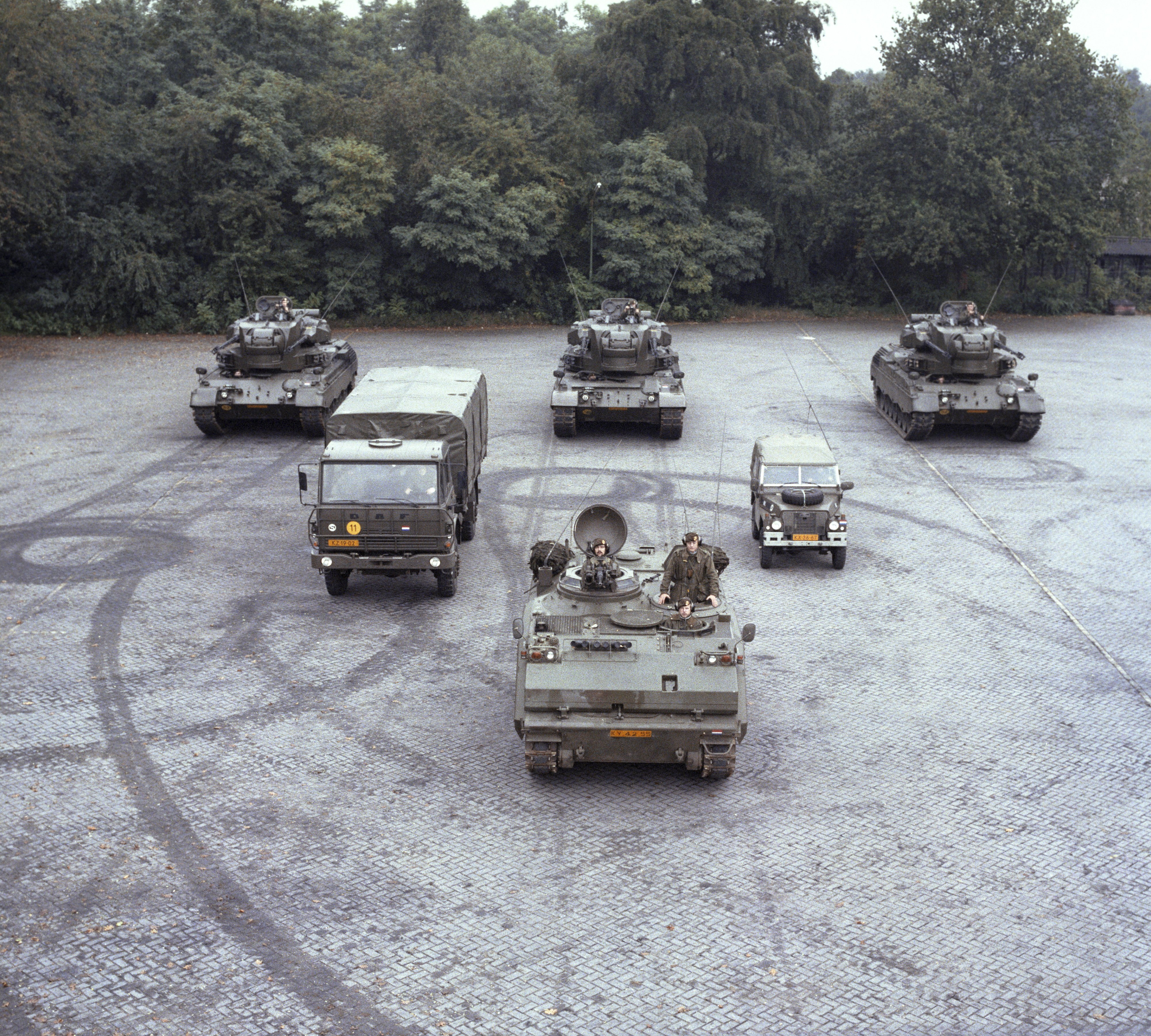
Un peloton blindé d'artillerie antiaérienne néerlandais dans les années 1980. Il se compose de trois PRTL, d'un véhicule tout-terrain Land Rover, d'un véhicule de commandement YPR-765 et d'un camion DAF YA-4440.

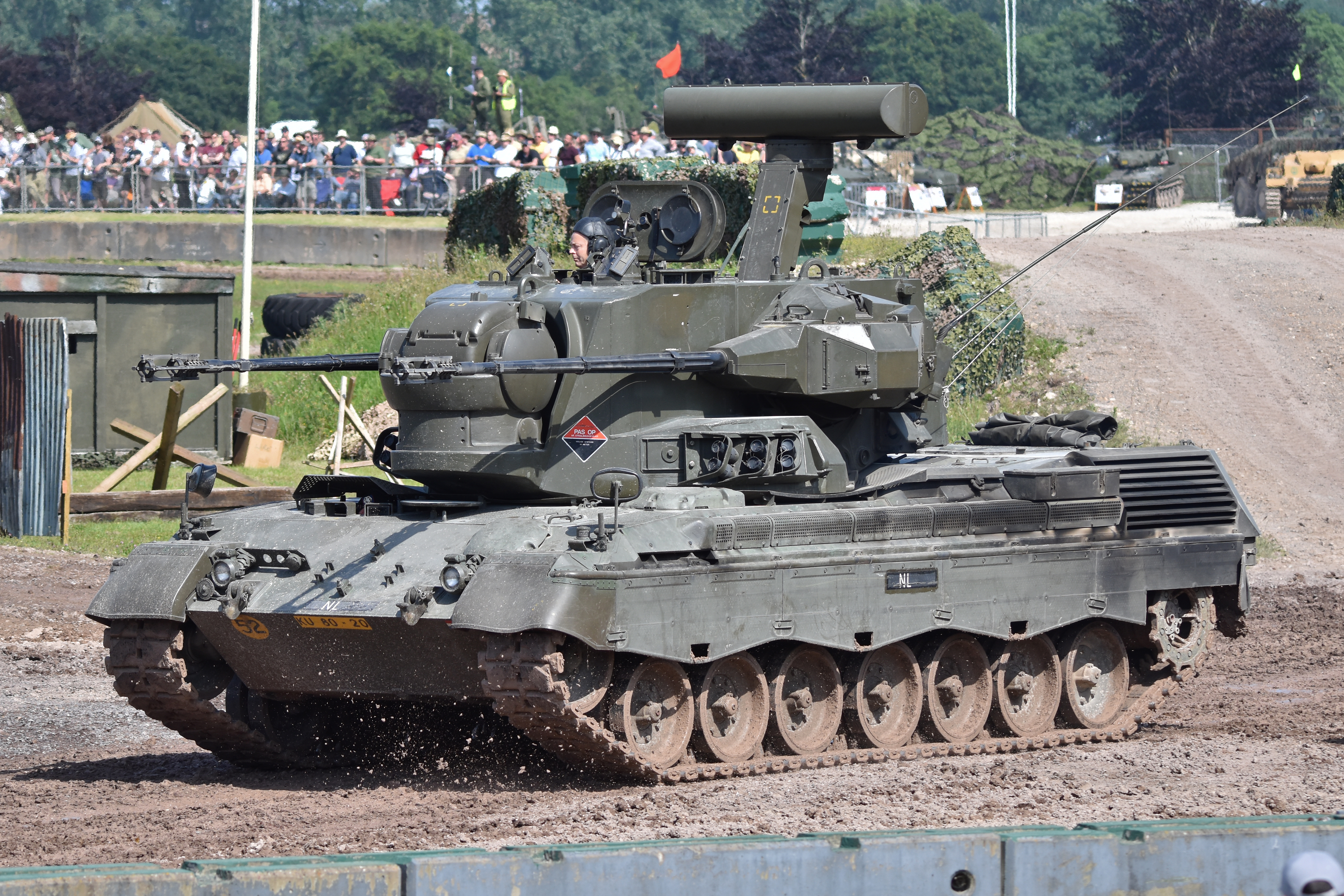
5 PFZ-CA1 appartenant à un musée en démonstration en 2019. La version exportée aux Pays-Bas se distingue aisément de la version allemande par son antenne de toit et la présence de jupes.

En 1967, l’armée néerlandaise, cherchant à se procurer un véhicule de défense aérienne, se rapproche du ministère de la Défense allemand afin de prendre part au programme de développement du 5 PFZ. Dans la foulée, l’entreprise Hollandse Signaal Apparaten, une filiale de Philips, propose une variante dans laquelle les radars de ciblage et de surveillance de la version B2 sont remplacés par un unique radar opérant dans la bande X et pouvant ainsi assumer les deux rôles.
La conception par Oerlikon-Contraves d’un prototype intégrant la proposition hollandaise commence en 1968, sous la désignation 5 PFZ-C. Celui-ci est achevé en 1971 et, les essais s’étant achevés avec succès, le gouvernement néerlandais commande dans un premier temps cinq véhicules de présérie, désignés 5 PFZ-CA, puis, le 10 avril 1972, quatre-vingt-quinze exemplaires de la version finale 5 PFZ-CA1, plus communément appelée PRTL. Oerlikon décline toutefois la demande, celle-ci étant alors confiée en intégralité à Krauss-Maffei le 26 avril 1973. Le nouveau contrat, signé le 24 janvier 1974, limite la commande ferme à soixante exemplaires, les trente-cinq autres faisant seulement partie d’une option, qui sera toutefois activée par le gouvernement hollandais le 11 novembre 1974. L’armée néerlandaise réceptionne ses premiers 5 PFZ-CA1 à la fin de l’année 1977, les derniers étant livrés en décembre 1979. L’armée néerlandaise retire ses derniers PRTL du service actif en 2006.

### Belgique
Dès avril 1973 la Belgique se montre intéressée par le Gepard. Après avoir évalué les offres allemande et néerlandaise, l’armée belge se prononce finalement en mai 1973 en faveur de la première. Le 4 avril 1974, la Belgique commande ainsi un total de cinquante-cinq Gepard B2, un des exemplaires n’étant toutefois pas assemblé, les différents composants ayant pour but de servir à l’entraînement des équipages de conduite et de maintenance. Le contrat comprend également des clauses de coproduction, une partie des composants devant être produits par des entreprises belges et néerlandaises. Ils sont retirés en 1994.

### Roumanie

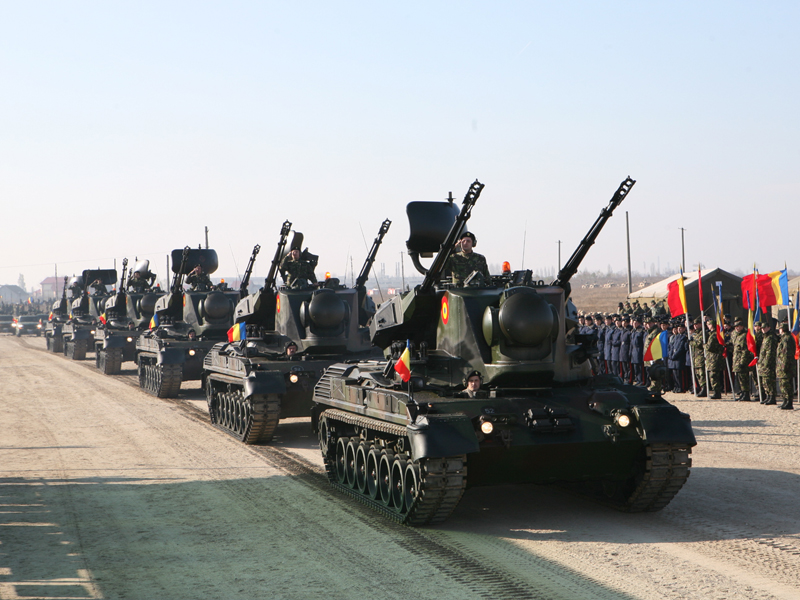
Défilé de Gepard de l’armée roumaine en 2008.

L’armée roumaine compte une quarantaine de Gepard provenant des surplus de l’armée allemande. 43 sont livrés à partir de novembre 2004. Dans le cadre de sa participation à l’Otan, la Roumanie en déploie une partie au sein du bataillon de l’alliance basé en Pologne en octobre 2020.

### Brésil
En mai 2013, le Brésil achète trente-quatre Gepard A2 d’occasion à l’Allemagne, pour un total d’environ quarante-et-un millions de dollars. Huit premiers véhicules sont immédiatement livrés pour pouvoir assurer la protection des évènements organisés dans le cadre de la visite du pape François, les derniers arrivent en août 2015 et rejoignent la onzième batterie d’artillerie anti-aérienne, basée à Ponta Grossa,.

### Jordanie
Afin de compenser des coupes budgétaires, l’armée néerlandaise vend en février 2013 soixante PRTL à la Jordanie. Le contrat, d’un montant total de 21 M d’euros, comprend également d’autres canons antiaériens et des munitions dont 350 000 obus de 30 mm. Les quinze premiers véhicules sont livrés à l’armée de l’air jordanienne en 2014, suivis de vingt en 2015, les vingt-cinq derniers arrivant au port d’Aqaba en juillet 2016. Le 31 mai 2023, un contrat d'un montant de 118 375 740 dollars est annoncé par le département de la défense des États-Unis à une entreprise de Floride pour l'achat de Gepard. Il est supputé qu'il s'agit d'engins jordaniens destinés à l'Ukraine.

### Qatar
La presse allemande annonce en décembre 2020 que le Conseil fédéral de sécurité allemand a autorisé en secret la vente de quinze Gepard d’occasion au Qatar, auxquels s’ajoutent des pièces de rechange et des munitions, pour un total d’environ trente-et-un millions d’euros. Bien que les véhicules semblent être destinés à la protection aérienne de la Coupe du monde de football 2022, notamment contre des attaques terroristes utilisant des drones, des critiques se sont élevées contre cette vente en raison des tensions au Moyen-Orient.

### Ukraine
À la suite de l'invasion de l'Ukraine par la Russie, l'Allemagne annonce en avril 2022 céder à l'Ukraine 30 Gepard retirés du service actif depuis plus de dix ans. Krauss-Maffei Wegmann estime que leur remise en service devrait être assez rapide. Le refus de livraison d'obus de 35 mm par la Suisse et des hésitations politiques font qu'en juin 2022, ce transfert a du retard et est évoqué par la ministre fédérale allemande de la Défense Christine Lambrecht pour la mi-juillet. La livraison des trois premiers est annoncée le 25 juillet 2022. Mais le droit suisse interdit la réexportation des munitions - ici 12 400 obus - dans un pays en conflit aussi l'Allemagne reprend sa propre production. En date du 9 février 2023, les trente exemplaires sont en Ukraine et effectuent de la lutte anti-drones notamment contre les munitions rôdeuses iraniennes HESA Shahed 136, sept autres unités sont annoncées, peu après que l'Ukraine diffuse une vidéo montrant un Gepard abattant un missile de croisière russe. Le 27 juin 2023, alors que 34 ont été officiellement livrés, l'Allemagne annonce la livraison d'ici la fin de l'année de 45 autres exemplaires.

### Données techniques
| Longueur      | Largeur | Hauteur                                       | Garde au sol | Longueur de contact au sol | Largeur des chenilles | Masse     |
| ------------- | ------- | --------------------------------------------- | ------------ | -------------------------- | --------------------- | --------- |
| 7,68 m 7,40 m | 3,27 m  | 4,17 m (antenne levée) 3,29 m (antenne pliée) | 0,44 m       | 4,28 m                     | 5,48 cm               | 46 000 kg |

| Motorisation   | Puissance         | Carburant | Transmission | Vitesse maximum sur route         | Autonomie | Pression au sol | Profondeur de franchissement |
| -------------- | ----------------- | --------- | ------------ | --------------------------------- | --------- | --------------- | ---------------------------- |
| MB 838 Ca-M500 | 610 kW 830 cv DIN |           | ZF4 HP250    | 65 km/h (avant) 24 km/h (arrière) | 550 km    | 0,96 bar        | 2,25 m (après préparation)   |

| Modèle  | Rôle                     | Type                | Bande de fréquence | Nombre de fréquences | Portée |
| ------- | ------------------------ | ------------------- | ------------------ | -------------------- | ------ |
| MPDR 12 | Radar de surveillance    | Radar Doppler pulsé | bande S            | 6                    | 15 km  |
|         | Radar de conduite de tir | Radar Doppler pulsé | bande Ku           | 2                    | 15 km  |

| Modèle                   | Type  | Nombre | Calibre | Longueur (calibres) | Vitesse en sortie de bouche | Cadence de tir | Portée effective | Dimensions des munitions | Quantité de munitions |
| ------------------------ | ----- | ------ | ------- | ------------------- | --------------------------- | -------------- | ---------------- | ------------------------ | --------------------- |
| Oerlikon KDA L/R04 35/90 | canon | 2      | 35 mm   | L/90                | 1 175 m/s                   | 550 cps/min    | 4 000 m          | 35x228                   | 680 obus              |

### Autres blindés similaires
- Char AMX 13 DCA
- / ZSU-23-4 Shilka
- / ZSU-37-2 Yensei
- M247 Sergeant York
- Chieftain Marksman
- Type 87